# Uno scherzo musicale

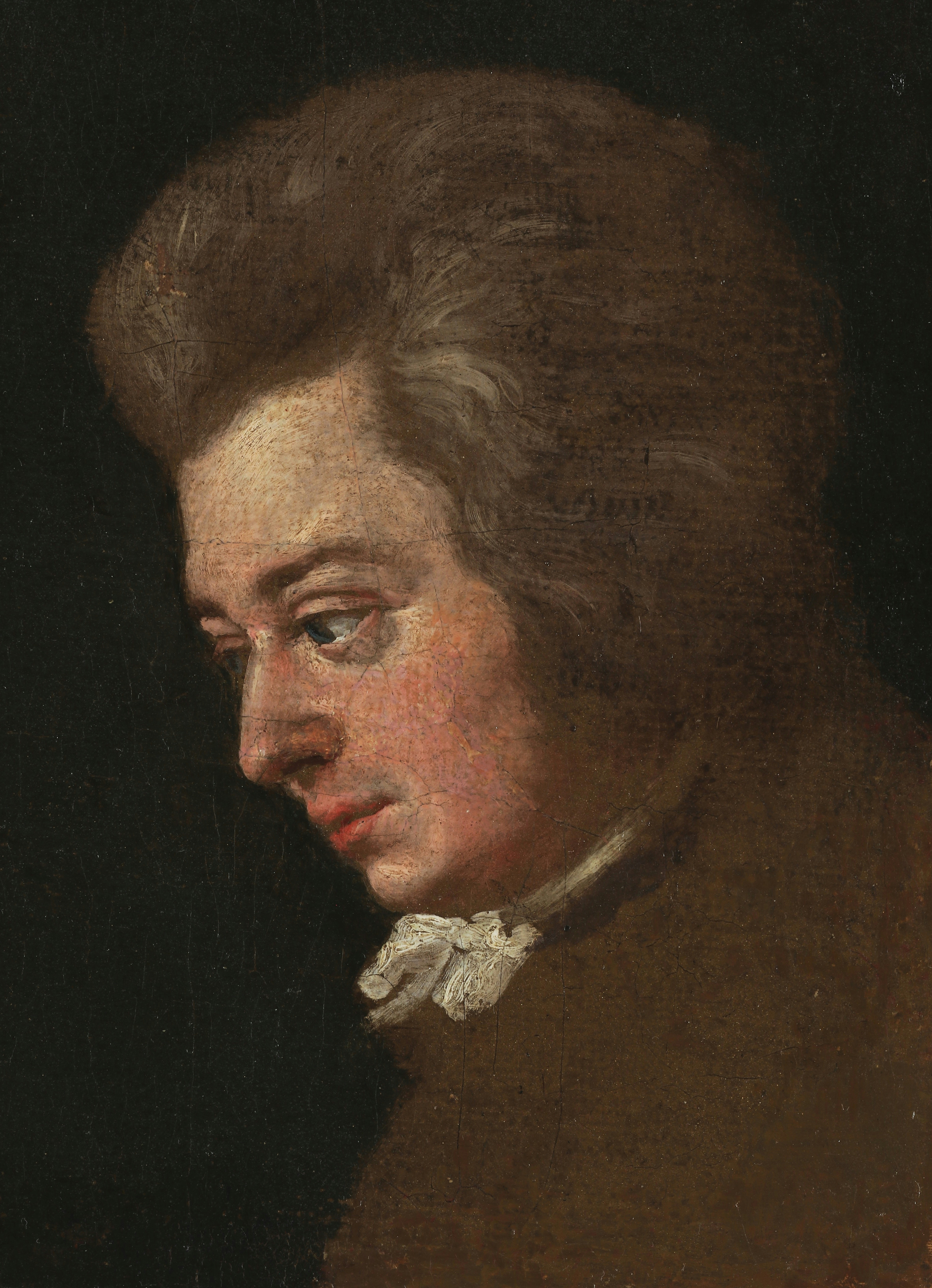
Wolfgang Amadeus Mozart ritratto nel 1783 dal cognato Joseph Lange.

Il divertimento per due violini, viola, contrabbasso e due corni in Fa maggiore K. 522, meglio conosciuto come Uno scherzo musicale (nell'originale in tedesco, Ein musikalischer Spaß), è una composizione cameristica di Wolfgang Amadeus Mozart scritta a Vienna nel giugno 1787. L'opera contiene volutamente numerosi errori e fu composta per prendersi beffa dei compositori mediocri ma presuntuosi che, con le loro produzioni raffazzonate, affollavano il panorama musicale viennese dell'epoca.

## Storia

### Origini
La data di completamento dello Scherzo musicale è nota con esattezza perché Mozart, durante gli anni della sua maturità, tenne un catalogo completo delle proprie opere, nel quale inserì questa composizione il 14 giugno 1787. L'occasione per cui venne realizzata e il committente sono sconosciuti, ma il musicologo Maynard Solomon avanza l'ipotesi che sia stata composta per Gottfried von Jacquin, un amico di Mozart presso la cui abitazione il loro gruppo di amici era solito incontrarsi ogni settimana per divertirsi, giocare e suonare e per il quale, a partire dal 1783, Mozart aveva composto una grande quantità di lavori.
La partitura autografa è conservata alla Biblioteca di Stato di Berlino, nel fondo archivistico Preußischer Kulturbesitz (Patrimonio culturale prussiano), con il titolo Mus. ms. autogr. W. A. Mozart 522, ed è consultabile online.

### Pubblicazione
La prima edizione fu stampata nel 1801 ad Offenbach dall'editore Johann André, che ne pubblicò le parti separate. La partitura completa venne pubblicata nella raccolta Mozarts Werke, Serie X: Märsche und kleinere Stücke für Orchester, No.13 dalla Breitkopf & Härtel di Lipsia nel 1881.

## Struttura
Il divertimento è composto per due corni in Fa, due violini, viola e contrabbasso ed è costituito da quattro movimenti: 
1. Allegro, in Fa maggiore, tempo C, in forma-sonata.
2. Minuetto. Maestoso, in Fa maggiore, tempo 3/4, e Trio in Si bemolle maggiore, tempo 3/4.
3. Adagio cantabile, in Do maggiore, tempo 2/2.
4. Presto, in Fa maggiore, tempo 2/4, in forma di rondò.

Tuttavia i canoni delle composizioni classiche, così com'erano emersi dalla scuola di Mannheim, all'epoca prevedevano una sequenza diversa: allegro, adagio, minuetto e finale. Il brano, che vuole chiaramente parodiare l'incompetenza dei compositori da strapazzo, è volutamente viziato da numerose imperfezioni come la ripetizione ossessiva del piccolo tema iniziale, che porta a diversi errori di armonia, un uso sgradevole dei corni, un'assenza di condotta logica del pezzo, passaggi così improbabili da portare a tonalità dalle quali è possibile uscire solo con buffe cadenze all'unisono, modulazioni errate, un goffo accompagnamento da fanfara, il maldestro tentativo di cimentarsi in una fuga e una povertà estrema di tutte le tecniche utilizzate (variazione, imitazione, eccetera).
Nelle ultime due battute del quarto movimento Mozart sovrappone gli accordi di cinque tonalità diverse, creando così un violento contrasto: solo i corni terminano correttamente il brano in Fa maggiore, mentre i due violini concludono in La maggiore e Sol maggiore, la viola in Mi bemolle maggiore e il contrabbasso in Si bemolle maggiore.
Nei paesi di lingua tedesca l'opera viene a volte indicata come Dorfmusikantensextett (Sestetto dei musici paesani) o come Bauernsinfonie (Sinfonia contadina) a causa di alcune edizioni a stampa ottocentesche che recavano questi titoli, ma si tratta di epiteti fuorvianti: questo brano di satira musicale, infatti, non ha per bersaglio i suonatori amatoriali di paese, ma l'intento di Mozart era prendersi beffa dei compositori alla moda che, nella Vienna dell'epoca, riscuotevano successo di pubblico e plauso della corte imperiale, pur essendo in realtà musicisti assai mediocri.

### Allegro
Il primo movimento, Allegro, è in forma-sonata ed è caratterizzato da un'orchestrazione goffa e da un pedante primo tema, che viene ripetuto pressoché identico per tutto il pezzo. Il fraseggio è asimmetrico, cosa inusuale per i canoni del classicismo, e sono presenti numerosi errori nelle modulazioni, che non riescono a raggiungere la dominante e che vi saltano direttamente dopo alcuni tentativi falliti. Sono evidenti anche alcune quinte parallele. L'esposizione e lo sviluppo del secondo soggetto sono brevissimi a causa della mancanza di materiale tematico e delle limitate capacità tecniche di cui un compositore inetto avrebbe potuto disporre.
Inoltre il manoscritto autografo presenta, soltanto per questo movimento, due parti per lo stesso strumento, il violino II, leggermente diverse fra loro, ma non è chiaro perché Mozart abbia composto due versioni diverse per la stessa voce. Nessuna delle due è cancellata, né vi è alcun segno che ne indichi l'invalidità, per cui i musicologi suppongono che entrambe le versioni debbano essere considerate ugualmente valide. È possibile che Mozart avesse in mente uno scherzo particolare, di cui non sappiamo nulla, che coinvolgesse l'esecutore del violino II. Di seguito, l'incipit del movimento:

### Minuetto. Maestoso - Trio
Anche il minuetto, come il movimento precedente, è scandito da un impacciato accompagnamento da fanfara, reso ancora più sgradevole dalla sonorità squillante dei corni. L'indicazione di tempo, Maestoso, appare decisamente fuori luogo per un minuetto. La parte più comica è costituita da un assolo dei corni alle battute 16-20, curiosamente indicato come dolce in partitura. All'epoca di Mozart questo strumento non disponeva di valvole e, perciò, poteva produrre solo gli armonici naturali. Per superare questo limite vennero realizzati canneggi intercambiabili di diverse lunghezze, da montare sul corno, allo scopo di poter suonare nelle diverse tonalità. Nel minuetto Mozart simula cosa accadrebbe se un suonatore inesperto montasse per errore un canneggio di lunghezza sbagliata. Il trio, in Si bemolle, è ingiustificatamente lungo ed è permeato da virtuosismi futili del primo violino, salti di ottava e frasi inconcludenti. Di seguito, gli incipit del minuetto e del trio:

### Adagio cantabile
Questo movimento si trova nella terza posizione ma, secondo i canoni compositivi espressi dalla scuola di Mannheim, essendo un movimento lento avrebbe dovuto trovarsi nella seconda. Inoltre, l'inizio è nella tonalità sbagliata (il Fa diesis della prima battuta porta la composizione verso il Sol maggiore anziché seguire l'armatura di chiave di Do maggiore). Il primo violino sembra perdere il senso della misura realizzando lunghissime quanto banali cantilene e, nella sezione centrale, una serie di modulazioni trascina l'orecchio dell'ascoltatore attraverso una decina di tonalità diverse, tutte mal definite, nell'arco di pochissime battute, senza tuttavia condurre a niente. L'interminabile assolo solistico del violino termina con una bizzarra scala esatonale, un pizzicato sulla nota Sol e un trillo, che convenzionalmente indica agli altri strumentisti che la cadenza solistica sta per concludersi, ma inizia sulla nota sbagliata e viene realizzato con un intervallo sbagliato. Di seguito, l'incipit del movimento:

### Presto
Nel Presto conclusivo sono presenti diverse tecniche compositive come una marcia pesante e monotona, alcuni passaggi imitativi e una fuga in forma embrionale, interrotta per l'incapacità di proseguire il contrappunto. A partire dalla battuta 76 compare anche un'autocitazione dello stesso Mozart, che presenta una caricatura della melodia dell'Alleluja tratta dal suo mottetto Exsultate, jubilate K 165. Mozart, parodiando la confusione dei compositori dilettanti, sembra dimenticare quale tonalità sta utilizzando e, mentre gli strumenti si rincorrono trasmettendo l'impressione che una parte sia in ritardo e che stia cercando di recuperare terreno, conclude il brano con una stridente quanto comica politonalità di grande effetto, sovrapponendo cinque tonalità diverse negli accordi finali. Di seguito, le ultime battute del movimento:

## Accoglienza
Dietro l'evidente desiderio di voler essere maldestro si cela comunque la mano di Mozart, tant'è che il critico Hermann Abert scrisse: «È veramente un capolavoro nel suo genere, una satira deliziosa, dietro le cui burle si percepisce continuamente la mano sicura del maestro». Theodor W. Adorno scrisse che, in questa composizione, Mozart espresse la sua «tendenza irresistibile alla dissonanza», che qui venne nascosta dal compositore «sotto la forma del grottesco» al fine di renderla accettabile all'orecchio dei suoi contemporanei.